# مدغشقر في الحرب العالمية الثانية

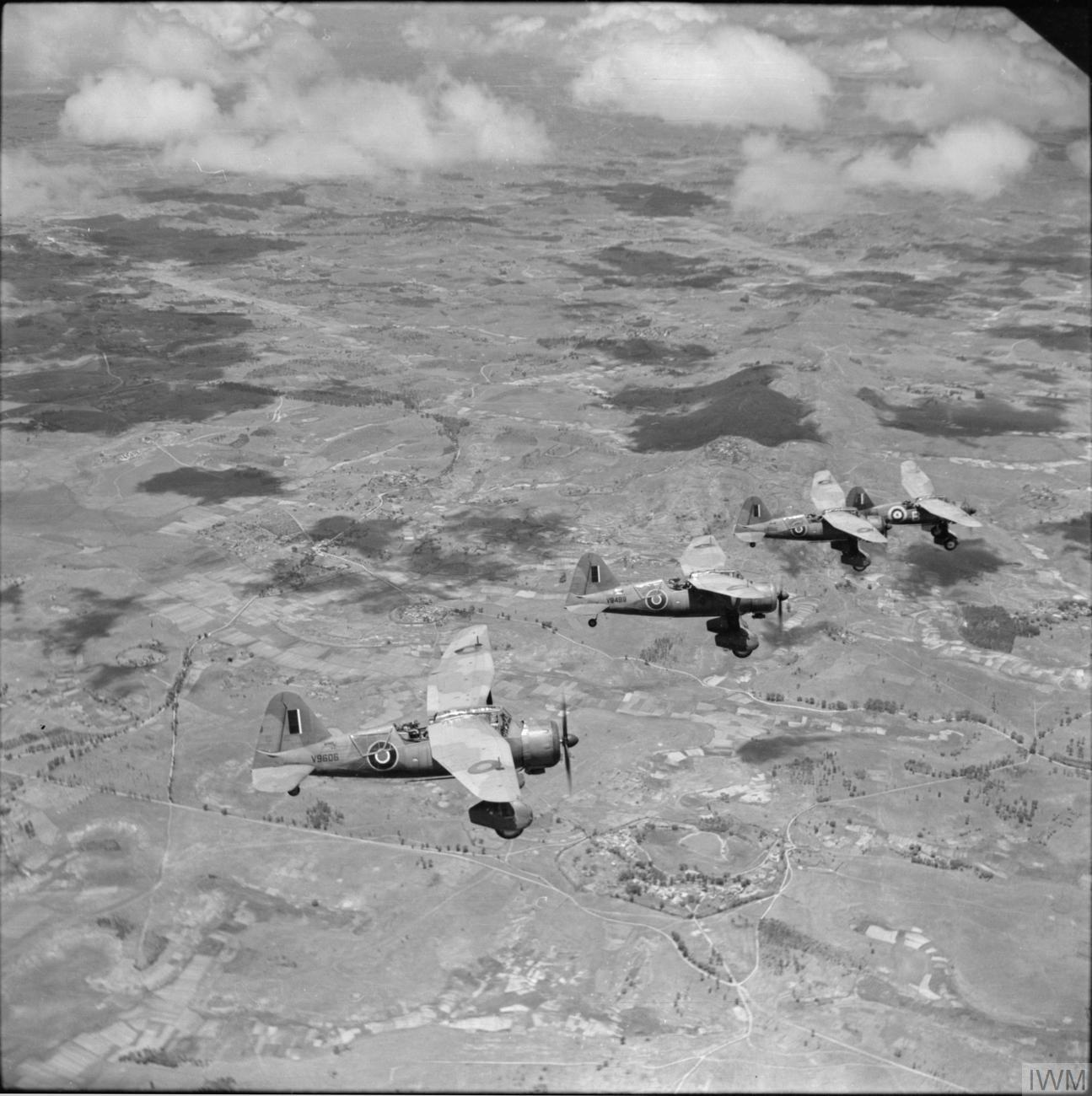

كانت مدغشقر، المعروفة رسميًا آنذاك باسم مدغشقر الفرنسية، ما تزال مستعمرة فرنسية إبان اندلاع الحرب العالمية الثانية، وخاضعة للإدارة الفرنسية منذ عام 1885. لعبت دورًا هامًا في الحرب نظرًا إلى وجود موانئ شديدة الأهمية فيها، ومساهمة الفرق الملغاشية (إثنية شعب مدغشقر) العسكرية، ولكونها مسرحًا للقتال بين قوات الحلفاء وقوات فرنسا الفيشية في عام 1942. بعد سقوط فرنسا في عام 1940، أصبحت مدغشقر نقطة انفجار حاسمة وموضع نزاع بين حركة فرنسا الحرة ونظام فيشي. بالإضافة إلى ذلك، كانت الجزيرة تتمتع بمكانة بارزة في ساحة المحيط الهادئ الحربية، إذ أدارت قوات البحرية الإمبراطورية اليابانية عملياتها دون رادع قبالة سواحل الجزيرة لمدة من الزمن.
في عام 1942، شرعت القوات البريطانية وعدة قوات أخرى من الحلفاء بتنفيذ حملة اجتياح لمدغشقر، سعيًا إلى حماية موقعها الذي يجعلها نقطة ربط هامة في حركة سفن الحلفاء وردع دول المحور عن استغلاله. إلى جانب الدور الذي لعبته بوصفها حلقة وصل رئيسية في خطوط إمداد الحلفاء، وخزانًا أساسيًا للتزويد بالفرق العسكرية، اعتُبرت مدغشقر لفترة قصيرة حلًا للمسألة اليهودية من قِبل حكومة ألمانيا النازية، التي طرحت علنًا ترحيل سكان أوروبا اليهود إلى الجزيرة في عام 1940، لكن هذا المخطط المعروف باسم خطة مدغشقر لم يؤتِ أكله قط بسبب السيطرة البريطانية. سلّم البريطانيون الجزيرة لفرنسا الحرة بشكل رسمي في عام 1943، وبقيت تحت سيطرتها طوال الفترة المتبقية من الحرب.

## ما قبل الحرب

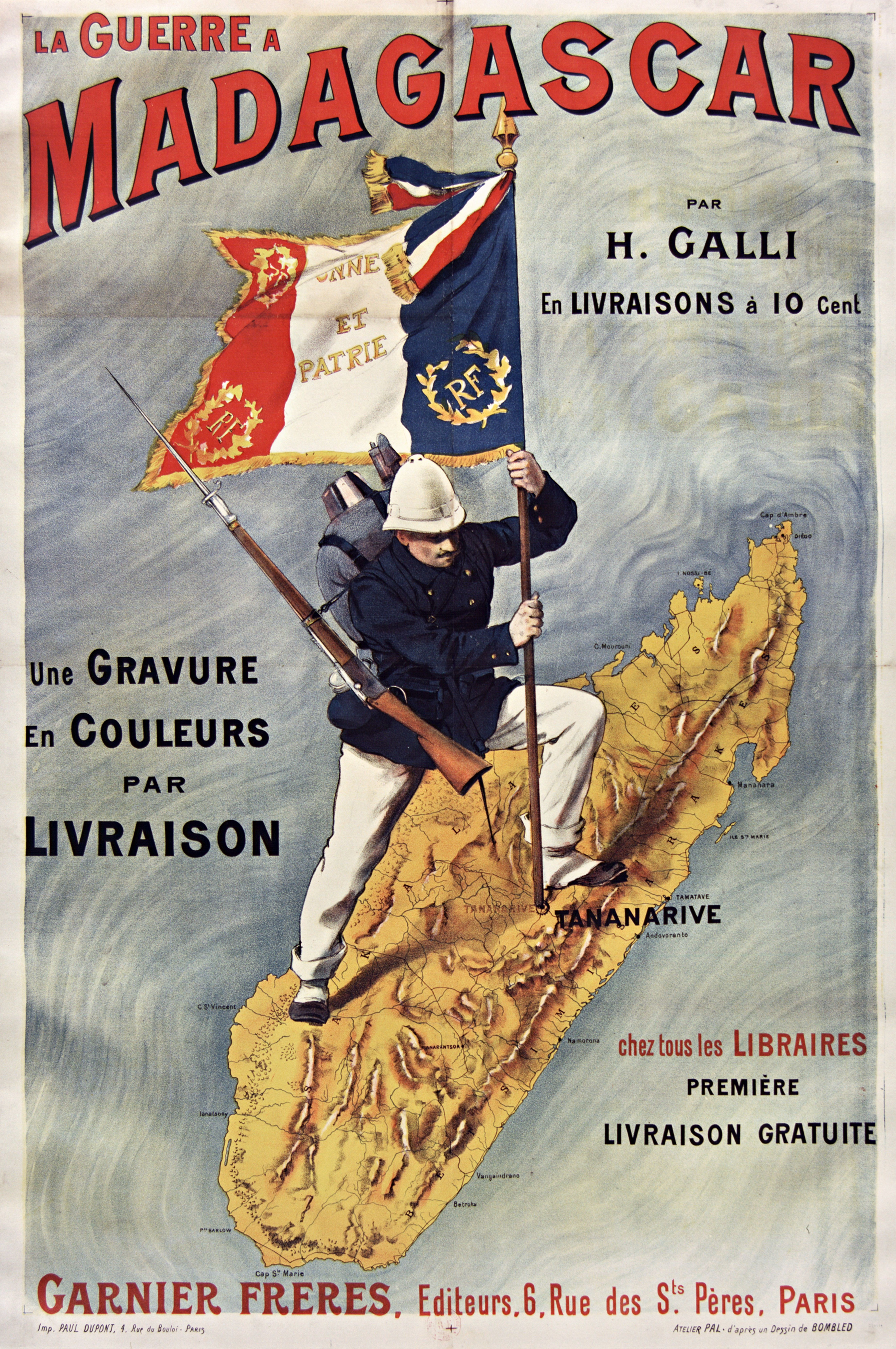
تصوير للحرب الفرنسية في مدغشقر عام 1895.

تراجع البريطانيون عن مساعيهم إلى السيطرة على مدغشقر في عام 1885 عقب توقيع معاهدة مؤتمر برلين، ما وضع مدغشقر ضمن نطاق المُلكية الاستعمارية الفرنسية التامة حصريًا. غزت فرنسا جزيرة مدغشقر في عام 1883، فقدحت بذلك زناد أول اشتباك مهّد لسلسلة من النزاعات المسلحة التي عُرفت في ما بعد باسم الحروب الفرنسية مع طائفة الهوفا الإثنية، وانتهت بشكل تام في عام 1897 بخلع الملكة رانالوفا الثالثة وإنشاء محمية مدغشقرية، ولم تلبث المحمية طويلًا قبل أن تتحول إلى مدغشقر الفرنسية.
تحت الحكم الفرنسي، استُعمرت مدغشقر بمزارع كبيرة من أجل تصدير المحاصيل، وأولها السكر، وشهدت العاصمة أنتاناناريفو المزيد من التطوير. أُنشئت محطة فحم ووقود في مدينة أنتسيرانانا (المعروفة آنذاك باسم دييغو سواريز)، الواقعة على الطرف الشمالي من مدغشقر الذي أصبح محطة وقوف متكرر للمراكب الفرنسية المتجهة نحو المشرق. في الحرب العالمية الأولى، سيق عشرات الآلاف من الرجال المدغشقريين بين صفوف الجيش الفرنسي للخدمة على الجبهة الغربية، الأمر الذي مهّد للتجنيد الإلزامي المستقبلي لسكان مدغشقر الذكور في سبيل الدفاع عن البر الفرنسي الرئيسي.

### خطة مدغشقر
بدأ التخطيط لترحيل يهود أوروبا عبر البحار في عام 1938، لكن مدغشقر لم تُطرح من بين الاحتمالات حتى يونيو عام 1940 حين اقترحها فرانس راديماخر. كانت النية في الأساس نقل يهود أوروبا إلى الجزيرة، حيث يخضعون لسيطرة ورقابة صارمة من قِبل الشوتزشتافل (الفرق الوقائية النازية) التي كانت تدير مدغشقر مثل دولة بوليسية.
كان من المفترض أن يكون «الحل النهائي» للمسألة اليهودية المزعومة هو الترحيل القسري واسع النطاق لملايين الأشخاص إلى جزيرة أفريقية نائية حيث يعيشون ضمن حَجْر معزول صارم منقطعين عن بقية العالم. خلال فترة امتدت لأربع سنوات، كان من المزمع إرسال مليون يهودي سنويًا إلى الجزيرة مع افتراض أن تكون الظروف شديدة القسوة وتؤدي إلى هلاك الكثير منهم.
لم تُنفَّذ الخطة قط، إذ هُزمت ألمانيا في معركة بريطانيا، ما كان من شأنه جعل استيلاء الألمان على الأسطول التجاري البريطاني وتسخيره لنقل ملايين اليهود أمرًا غير وارد. في عام 1942، تعرضت مدغشقر للاجتياح وسيطرة القوات البريطانية إبان معركة مدغشقر، ما زاد من تعقيد الأمور. ألغيت خطة مدغشقر وتعيّن بدلًا من ذلك تصفية السكان اليهود عن طريق الهولوكوست.

## المرحلة المبكرة من الحرب
شهدت الحرب العالمية الثانية تجنيد عشرات الآلاف من رجال مدغشقر في صفوف الجيش الفرنسي مجددًا، وكان 34,000 من هؤلاء المجندين المدغشقريين في فرنسا حين استسلمت في صيف عام 1940، بالإضافة إلى 72,000 مجند كانوا باقين في مدغشقر بانتظار نقلهم إلى أوروبا. عوملت فرق مدغشقر العسكرية التي استولت ألمانيا عليها خلال الاجتياح معاملةً قاسية، إذ وقع العديد من الجنود ضحايا لمذابح وإعدامات بإجراءات موجزة عقب استتباب السيطرة الألمانية، في حين قُتل آخرون لدى وصولهم إلى معسكرات أسرى الحرب. كان هذا، بجزء منه، نتيجة للبروباغندا الألمانية التي رسمت صورة لفرق ذوي البشرة السوداء العسكرية الفرنسية تظهرهم همجيين يقاتلون حتى الموت ولا يأخذون أسرى.
على الرغم من اعتراضات شارل ديغول ودعوته الملحة للانضمام إلى الفرنسيين الأحرار، قدمت الإدارة الاستعمارية، تحت قيادة أرمون أنيه الحاكم العام لمدغشقر الفرنسية، عربون ولائها لبيتان وفرنسا الفيشية، فأثارت تلك الخطوة سخط ديغول وقلق القيادة البريطانية. قلق القادة البريطانيون من كون ولاء مدغشقر الفرنسية لحكومة فيشي خطوةً تمهد الطريق لتأسيس قواعد تابعة لدول المحور على أرض الجزيرة. كانت المراكب اليابانية والألمانية والإيطالية، المغيرات التجارية والغواصات على وجه التحديد، تدير عملياتها أساسًا في مياه الجزيرة، وتهاجم سفن الحلفاء في أي وقت ملحقة بها خسائر كبيرة. كان من شأن خسارة مدغشقر أن تؤدي إلى كشف ساحل شرق أفريقيا والمحيط الهندي هجمات دول المحور. وضع ونستون تشرشل خطة تهدف إلى بسط السيطرة على مدغشقر، واستُبعدت فرق فرنسا الحرة العسكرية أمام سخط ديغول ومفاجأته.

### معركة مدغشقر
وصلت قوة بحرية تابعة للحلفاء تشكلها أكثر من 50 سفينة، تحت قيادة اللواء البحري إدوارد نيفيل سيفرت، إلى قبالة ساحل مدغشقر في مايو من عام 1942. كان الأسطول يضم حاملتي طائرات، هما إتش إم إس إيلوستريوس، وإتش إم إس إندوميتابل، إلى جانب السفينة الحربية إتش إم إس راميليز، وهي مركب عتيق من مراكب الأسطول الوطني البريطاني. بعد عمليات التحليق الاستطلاعية التي أجراها سلاح الجو الجنوب أفريقي والقصف البحري، جرت الهجمات البرمائية الأولى على أيدي الفرقتين العسكريتين البريطانيتين، فرقة اللواء المدفعي المستقل التاسعة والعشرين وفرقة المغاوير الخامسة، اللتين رستا على الشاطئ في زوارق إنزال شمال مدغشقر، إلى الغرب تمامًا من دييغو سواريز، وبعد ذلك بوقت قصير، رست فرقة اللواء المدفعي الـ17.
بعد تصديها لمقاومة ضئيلة واجهتها، استولت الفرق العسكرية البريطانية على المواقع الفيشية قرب دييغو سواريز، وأسَرت مئة شخص. ثم نشب اشتباك ثقيل في يوم 6 مايو التالي حين التقت الفرق البريطانية بالفرق الفيشية المتمترسة بالخنادق لحراسة أنتيساراني، وتغلب البريطانيون في النهاية على المقاومة من خلال التحرك عبر المستنقعات المحيطة والاستيلاء على المدينة في وقت لاحق من تلك الليلة.
كانت هناك 8,000 فرقة عسكرية تحت تصرف الحاكم العام أنيه، جميعها مدغشقرية باستثناء 2,000 منها. اتخذت مواضعها للدفاع عن المواقع الاستراتيجية في الجزيرة، مثل المرافئ والمواقع المحتملة للإنزال البرمائي، لكنها كانت أقل عدادًا من فرق البريطانيين وحلفائهم التي بلغت الضعف تقريبًا. بصرف النظر عن ذلك، تلقى أنيه رسالة من القائد الفيشي بيير لافال أمرَه فيها بالدفاع عن مدغشقر «لأطول وقت ممكن، وبكل وسيلة ممكنة، دون أي اعتبارات أخرى».
شاركت الغواصات اليابانية أيضًا في المعركة، إذ هاجمت الغواصات آي 10 وَآي 16 وَآي 20 السفن البريطانية، وأطلقت غواصتين صغيرتين هاجمتا إتش إم إس راميليز وعطبتها، وأغرقتا سفينة الصهريج البريطانية، بريتيش لويالتي. فُقدت كلتا الغواصتين الصغيرتين في النهاية؛ إحداهما في البحر، والثانية حين تعرض طاقمها لكمين على الشاطئ وقُتل على أيدي الفرق البريطانية.
بعد الاستيلاء على دييغو سواريز وأنتيساراني، استمر القتال على أرض الجزيرة بكثافة قليلة، وأجرى البريطانيون عمليات إنزال على ساحل مدغشقر الغربي بنية الزحف إلى الداخل من هناك. في شهر سبتمبر، استولى البريطانيون على العاصمة المستعمرة «تانا» أو أنتاناناريفو، بيد أن المقاومة استمرت وظل الحاكم العام الفيشي أنيه مسيطرًا على مستوى كبير. سقطت العديد من بلدات المدغشقرية ومدنهم الأخرى على يد البريطانيين قبل استسلام أنيه في نوفمبر بعد توقيع هدنة.